# جوناس بيرسون
جوناس بيرسون (بالسويدية: Jonas Persson)‏ هو سباح سويدي، ولد في 15 ديسمبر 1983 في مالمو في السويد.

## وصلات خارجية
- جوناس بيرسون على موقع الاتحاد الدولي للسباحة (الإنجليزية)
- جوناس بيرسون على موقع SwimRankings.net (الإنجليزية)
- جوناس بيرسون على موقع أوليمبيديا (الإنجليزية)
- جوناس بيرسون على موقع اللجنة الأولمبية السويدية (السويدية)